# 亞克隆

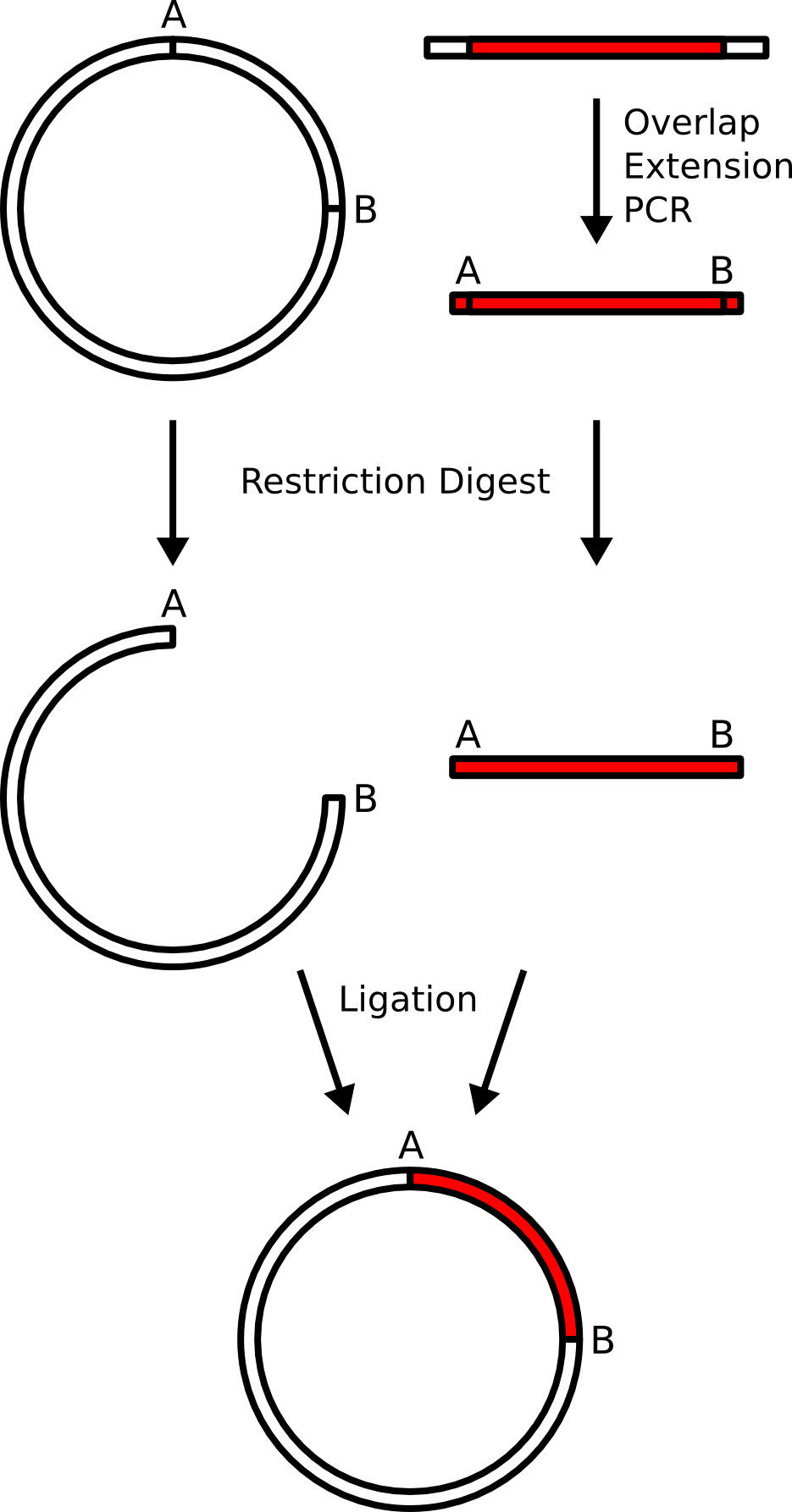
亞克隆過程圖示（英文說明：Overlap extension PCR=重疊延伸PCR，Restrction Digest=（限制）酶切，Ligation=連接）

亞克隆（英語：Subcloning）是一種分子生物學技術。該技術旨在將目的片段（基因、啓動子等）導入目標載體中，以進行進一步研究。
目前，亞克隆的傳統方法主要基於兩項技術：PCR技術和限制性核酸內切酶（限制酶）酶切。除此以外，一項較新的亞克隆技術也已出現，即Infusion。該技術相比基於PCR和酶切的傳統方法具有操作簡便、快速等優點，可以實現傳統方法難以做到的亞克隆。

## 過程簡述
首先，使用限制酶將目的基因切下。切下來的目的基因需經過純化（常用手法是膠回收）。之後，可以通過PCR來製造一定數量的該目的基因的拷貝。
同時，需要用切割目的基因的那種限制酶切割載體，以讓載體產生與目的基因互補的黏性末端，以使得它們能在後續步驟中被DNA連接酶連接。磷酸酯酶（通常是小牛腸道鹼性磷酸酶（CIAP））在該過程中也必不可少，因爲它能去除DNA鏈5'端的磷酸基團，防止載體的自身黏合。形成的目的載體帶有兩個缺口，在轉化入感受態細菌後能被感受態細菌自行修復。之後，再對目標載體進行分離/純化。
接下來，將目的基因與載體混合，並添加DNA連接酶。通常，目的基因和載體的分子數之比設定爲5比1或10比1（也有文獻認爲應爲3比1）。目的基因與載體的數量過量都會造成不利影響。另外，目的基因也不應過長。超過10kb（千鹼基對）的話，目的基因將難以和載體有效結合。一般操作人員會把反應容器放在冰上，讓反應進行一整晚。

## 實際應用
利用亞克隆技術，可以將目的基因導入目標載體中，進行進一步研究。比如，如果想要研究某基因在大腸桿菌中的作用，就可以將該載體導入成熟的大腸桿菌表達載體中（如pUC9），便於後續研究的進行。如果想要研究某啓動子的控制作用，也可以將之插入特定的載體中，再進行進一步研究:237-239。